# Decimo Giunio Bruto (console 77 a.C.)
Decimo Giunio Bruto (in latino Decimus Iunius Brutus; fl. I secolo a.C.) è stato un politico romano.

## Biografia
Figlio di Decimo Giunio Bruto Callaico, fu eletto console nel 77 a.C. con Mamerco Emilio Lepido Liviano. 

Fu sposo di Sempronia.